# Cedric Masey White
Cedric Masey White (* 10. Oktober 1898; † 27. Dezember 1993 in Ontario) war ein britischer Physiker. Er befasste sich mit Strömungsmechanik und Wasserbau.
White wurde am College der University of Nottingham ausgebildet. Während des Ersten Weltkrieges war er bei den Tanks. Anschließend war er Wissenschaftlicher Assistent und später Lektor am King’s College London, 1933 wurde er Dozent am Imperial College London. Das hydraulische Labor im neuen Gebäude wies viele seiner Innovationen auf. White hatte enge Beziehungen zur Wasserbauindustrie und arbeitete an Bauplänen für Wasserkraftwerke in Schottland, dem Owen-Falls-Damm in Uganda, am Kleinen Zab im Irak, welcher zum Dokansee gestaut wurde. In Schottland entwickelte er eine Fischtreppe für Lachse.
In einem Artikel des The Independent vom 20. Januar 1994 schrieb Professor Sir Alec Skempton, dass Brian Pippard und White nahezu in den Laboratorien wohnten.
| Personendaten    | Personendaten       |
| ---------------- | ------------------- |
| NAME             | White, Cedric Masey |
| KURZBESCHREIBUNG | britischer Physiker |
| GEBURTSDATUM     | 10. Oktober 1898    |
| STERBEDATUM      | 27. Dezember 1993   |
| STERBEORT        | Ontario             |